# Harbour Centre

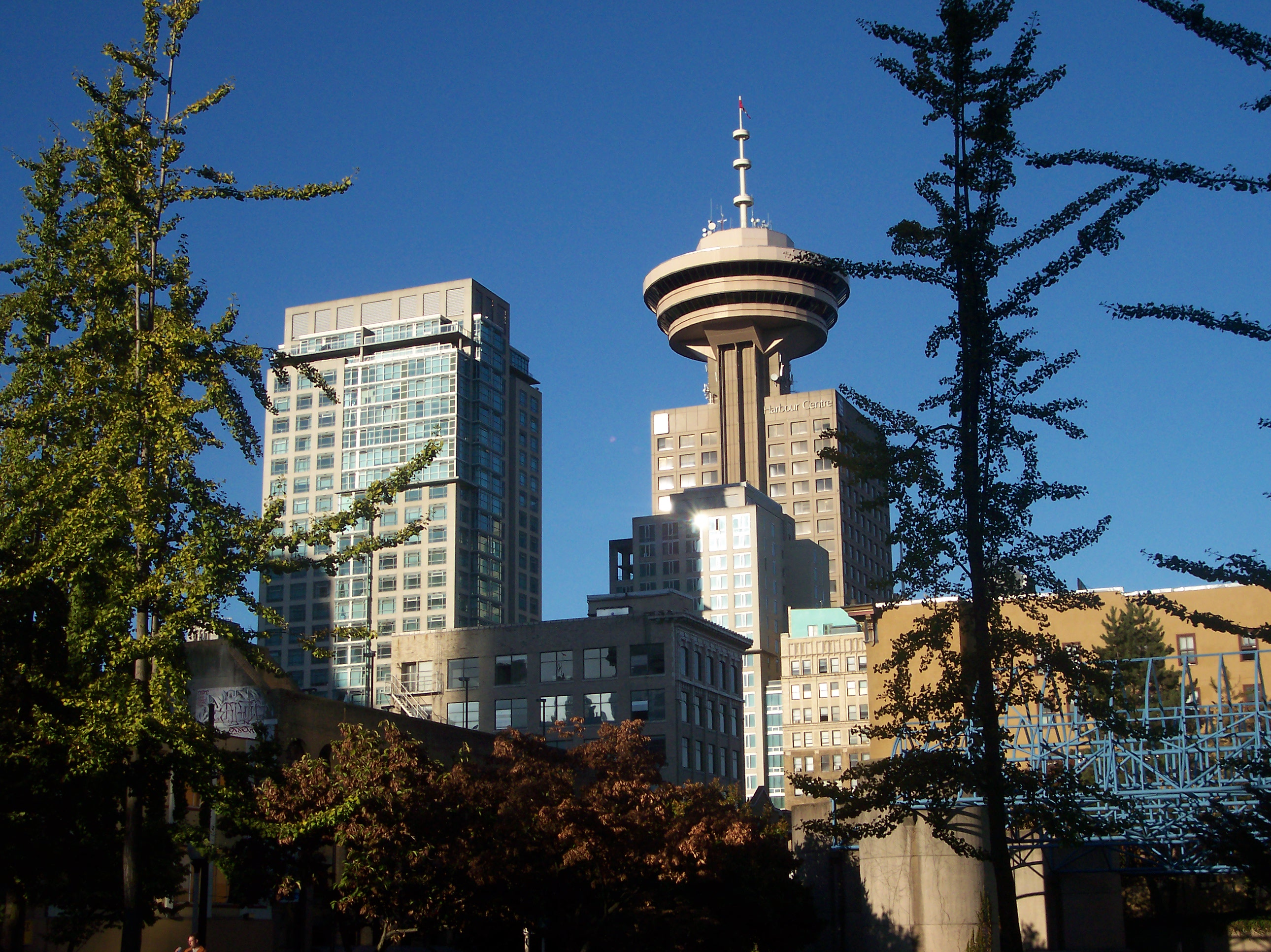
O Harbour Centre

O Harbour Centre é um arranha-céus, o terceiro mais alto da cidade de Vancouver, Colúmbia Britânica. A sua cúpula chega a uma altura de cerca de de 150 metros e pode-se chegar lá través de elevadores panorâmicos envidraçados. Conhecido também como Vancouver Lookout, foi inaugurado em agosto de 1977 pelo astronauta Neil Armstrong. Uma foto dele e a marca do seu pé provam a sua presença. A torre funciona o ano todo com informações disponíveis e guias, e é sede do campus da Universidade Simon Fraser.

## Galeria

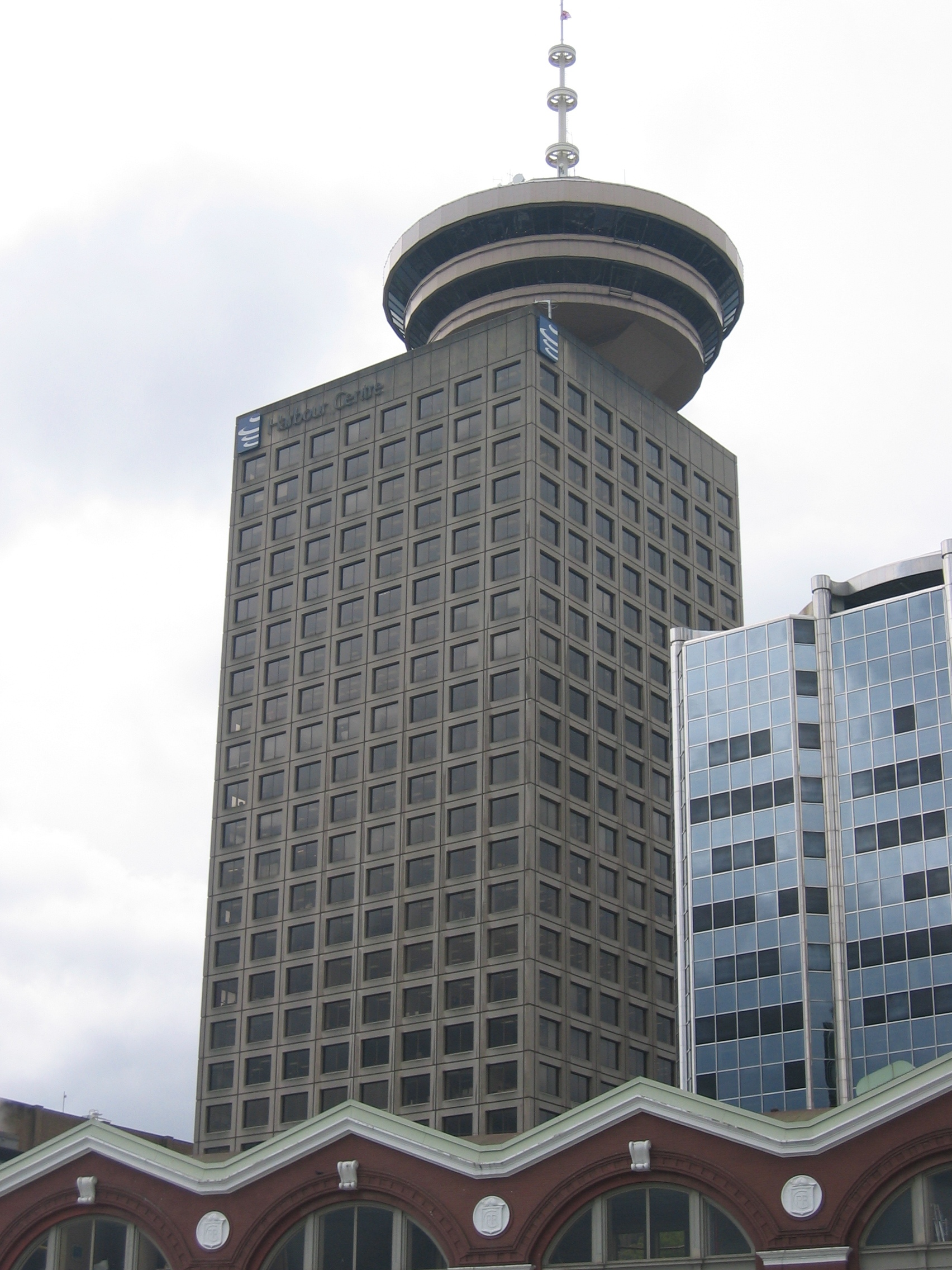
Harbour Centre, visto da Waterfront Station.
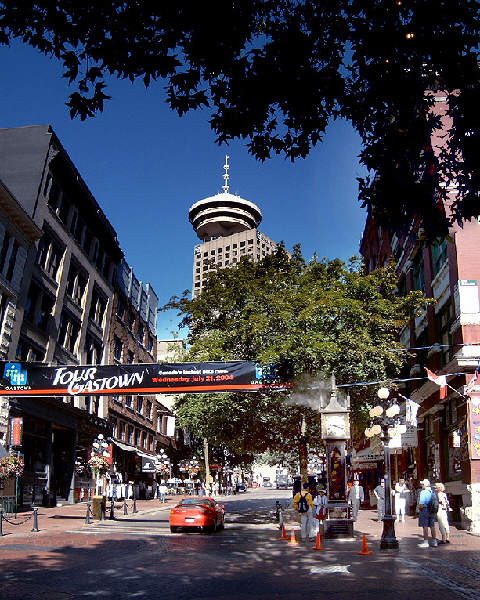
Visto de Gastown.
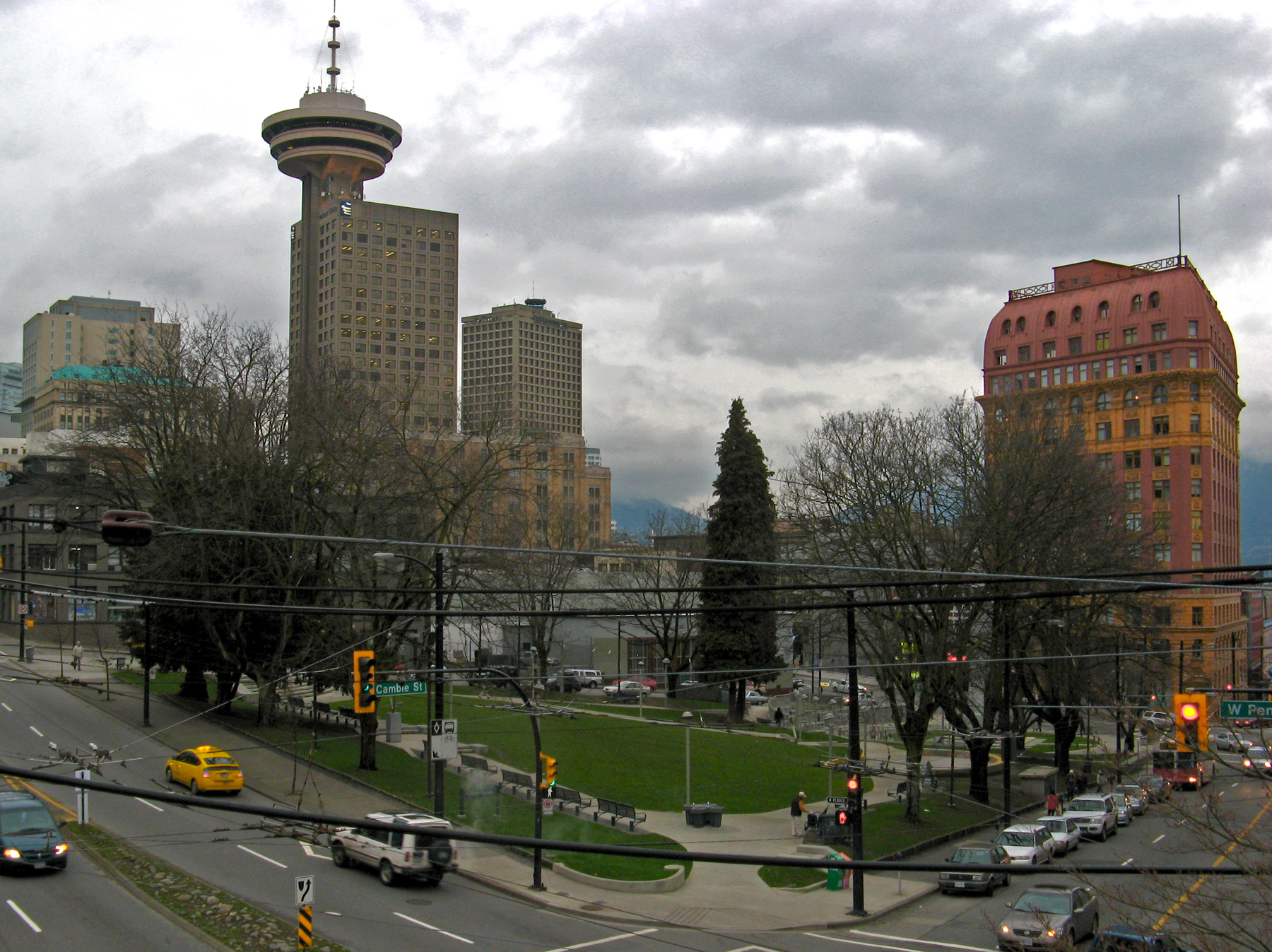
Vista da Victory Square.
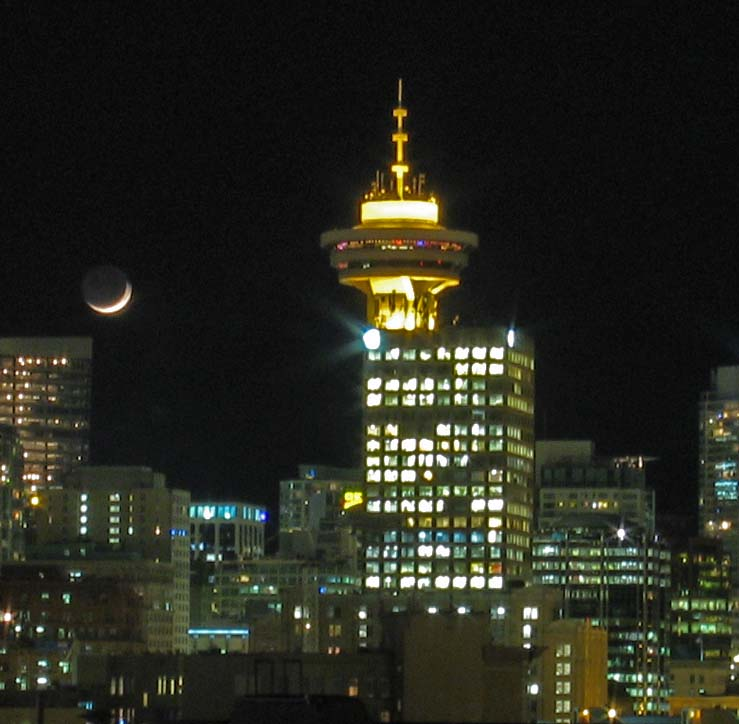
O Harbour Centre à noite